# Neomorphus
Genre
Le genre Neomorphus comprend 5 espèces de géocoucous, oiseaux de la famille des Cuculidae.

## Liste des espèces
D'après la classification de référence (version 2.2, 2009) du Congrès ornithologique international (ordre phylogénique) :
- Neomorphus geoffroyi – Géocoucou de Geoffroy
- Neomorphus squamiger – Géocoucou écaillé
- Neomorphus radiolosus – Géocoucou barré
- Neomorphus rufipennis – Géocoucou à ailes rousses
- Neomorphus pucheranii – Géocoucou de Pucheran